# Església de Sant Martí de Provençals
Sant Martí de Provençals o Sant Martí Vell és una església situada a la plaça d'Ignasi Juliol, on es troben el carrer del Fondal de Sant Martí amb el carrer de la Selva del Camp del barri de Sant Martí de Provençals de Barcelona, catalogada com a bé cultural d'interès local.

## Història i descripció

### Església

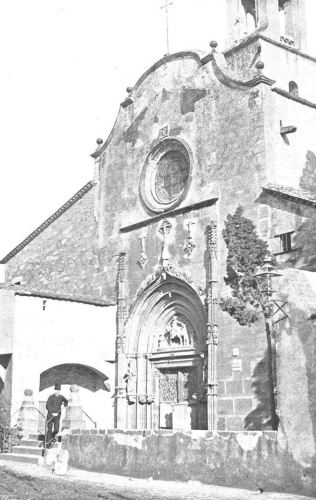
Any 1903

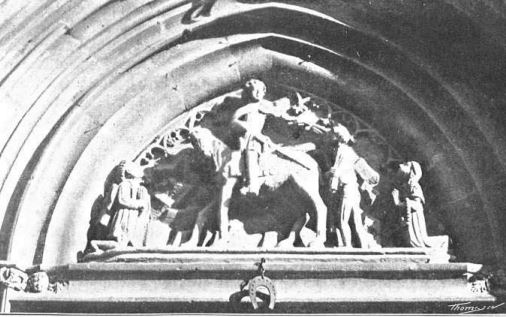
Timpà, actualment desaparegut

L'església està emplaçada al lloc on al segle xi existia una petita capella privada dedicada ja a sant Martí de Tours, que el 1052 passà a la demarcació de Santa Maria del Mar i va adquirir, així, un ús col·lectiu. El 1432, Joan Sellerer contractà la construcció de la façana a l'escultor Joan Aymerich; l'encàrrec incloïa representar-lo amb la seva dona als peus del sant titular que presidia el timpà. Aquest, així com les imatges de sant Pere, del mateix Aymerich i de sant Pau, del 1688, que flanquejaren la porta, han desaparegut, tot i que sembla que no foren destruïdes, com el retaule i tots els ornaments, el 1936. Aquests elements s'emmarcaven en un portal amb pinacles gòtics tardans.
Està formada per una nau única, capelles laterals i dues torres de base quadrada. La de la dreta, afegida posteriorment, és l'actual campanar. L'edifici està orientat d'oest a est i té l'accés principal a la façana de ponent, on s'inscriu una portalada d'estil gòtic florit: la porta rectangular està flanquejada per tres arquivoltes que s'uneixen en arc apuntat rebaixat. Hi destaquen els pinacles als dos laterals de la porta. Al timpà hi havia escultures dels fundadors. Sobre l'arquivolta exterior hi ha un arc conopial d'esquena d'ase decorat amb deu florons de filigrana, cinc a cada banda, força esmicolats. L'arc conopial és rematat amb un crucifix muntat sobre una imposta, que centra una composició on apareixen dues crucifixions més a banda i banda. Sobre la portalada s'obre una gran rosassa tancada amb un vitrall de motius religiosos. Corona la façana un remat de tester de formes curvilínies amb gerros ceràmics.
Integrada en el cos de capelles de la dreta s'alça el campanar. De planta de base rectangular, als dos terços de la seva altura passa a quadrada. Té quatre obertures d'arc de mig punt per a les campanes al pis superior. A sobre, una cornisa dona peu a una coberta amb volta a quatre vents de teules vidriades policromes. La capçalera és poligonal, molt massissa, sense contraforts als angles. L'interior és resolt amb volta de creueria a la nau central i capelles intensament remodelades en segles posteriors.
La resta de façanes de l'església són molt sòbries i estan formades per murs de paredat on s'insereixen finestres de reduïdes dimensions amb arcs apuntats o rectangulars. La teulada és a doble vessant de teules àrabs.
En l'actualitat, s'hi fan misses diàriament de dilluns a dissabte, a les 8 del vespre. Els diumenges i festius hi ha dues a les 9:30 del matí i a les 12 del migdia.

### Rectoria

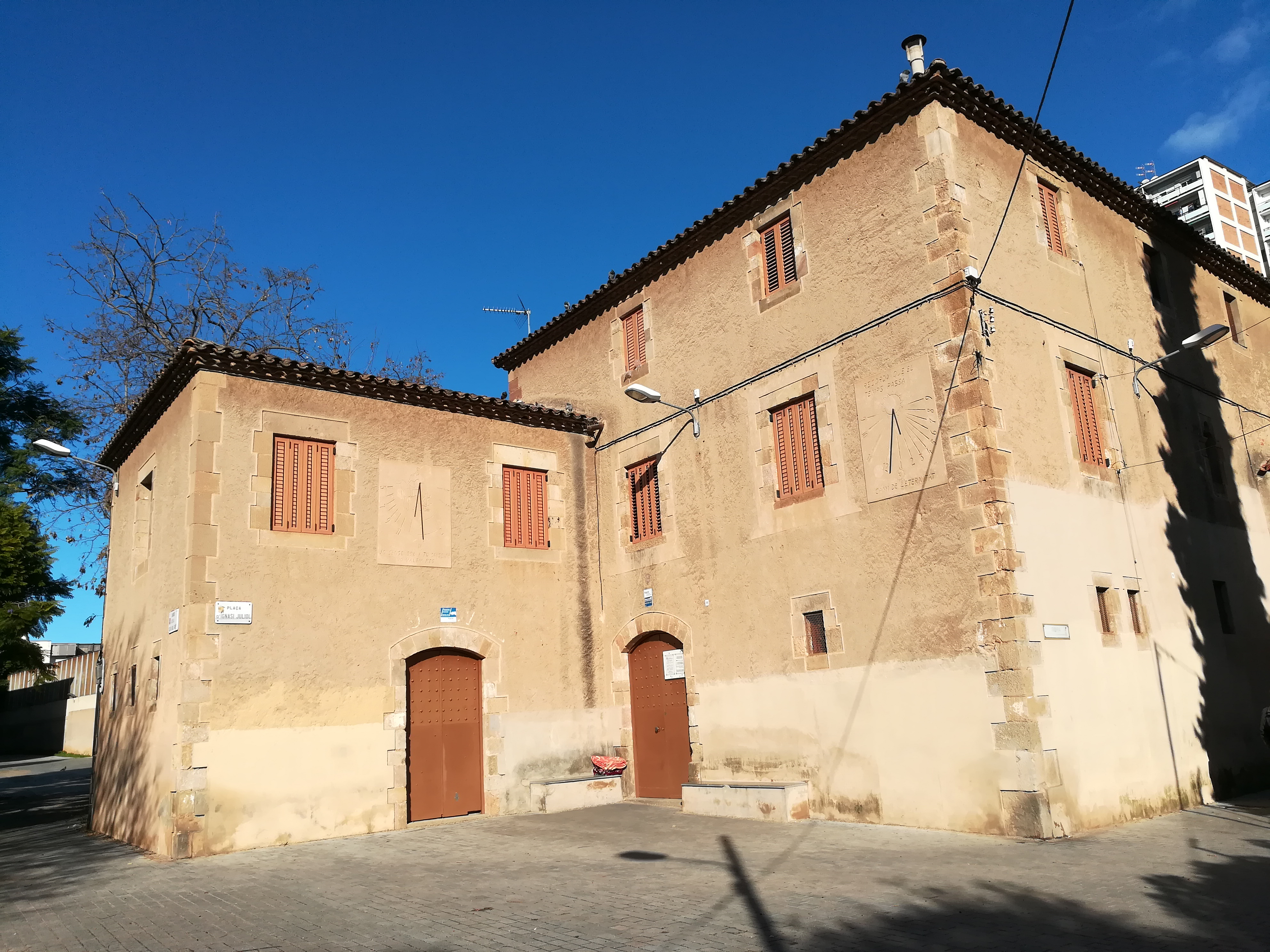
Rectoria

Els primers pobladors de Sant Martí Vell edificaren cases al voltant de l'església, on van establir-hi un petit poblat. És un petit nucli que inclou una rectoria integrada en una masia del segle xvii o xvii. Físicament estan unides per un volum estret pel pas d'una persona que permet que el carrer passi per sota a través d'un arc de mig punt.
La rectoria és un edifici de planta rectangular dos cossos, un de tres pisos i l'altre de dos, amb coberta a quatre vessants. A les façanes hi ha dos portals i dos rellotges de sol encarats de manera diferent en façanes perpendiculars. Consta d'un jardí tancat i arbrat al darrere, un pati i alguna palmera. Hi ha documentació que acredita que la casa serví d'hostal. Prop de la rectoria hi ha el cementiri.
L'any 1879 regentava la parròquia mossèn Francesc Rodó, fill de Terrassa, que més tard fou proposat pel bisbe Català com a canonge de la Catedral, exercint els dos càrrecs alternativament. Al cap d'uns anys, la plaça de rector passà a mans de mossèn Miquel Roure. El canonge Rodó morí l'any 1902 i el 1916 un grup de martinencs va erigir-li un monument a la plaça de l'església nova, encara que es destruí l'any 1936. Es refeu i encara es pot observar. D'aquesta casa rectoral se n'expliquen moltes anècdotes de la revolució de la guerra de la Independència.